# 1 ウォール・ストリート
座標: 北緯40度42分26秒 西経74度00分42秒 / 北緯40.70722度 西経74.01167度

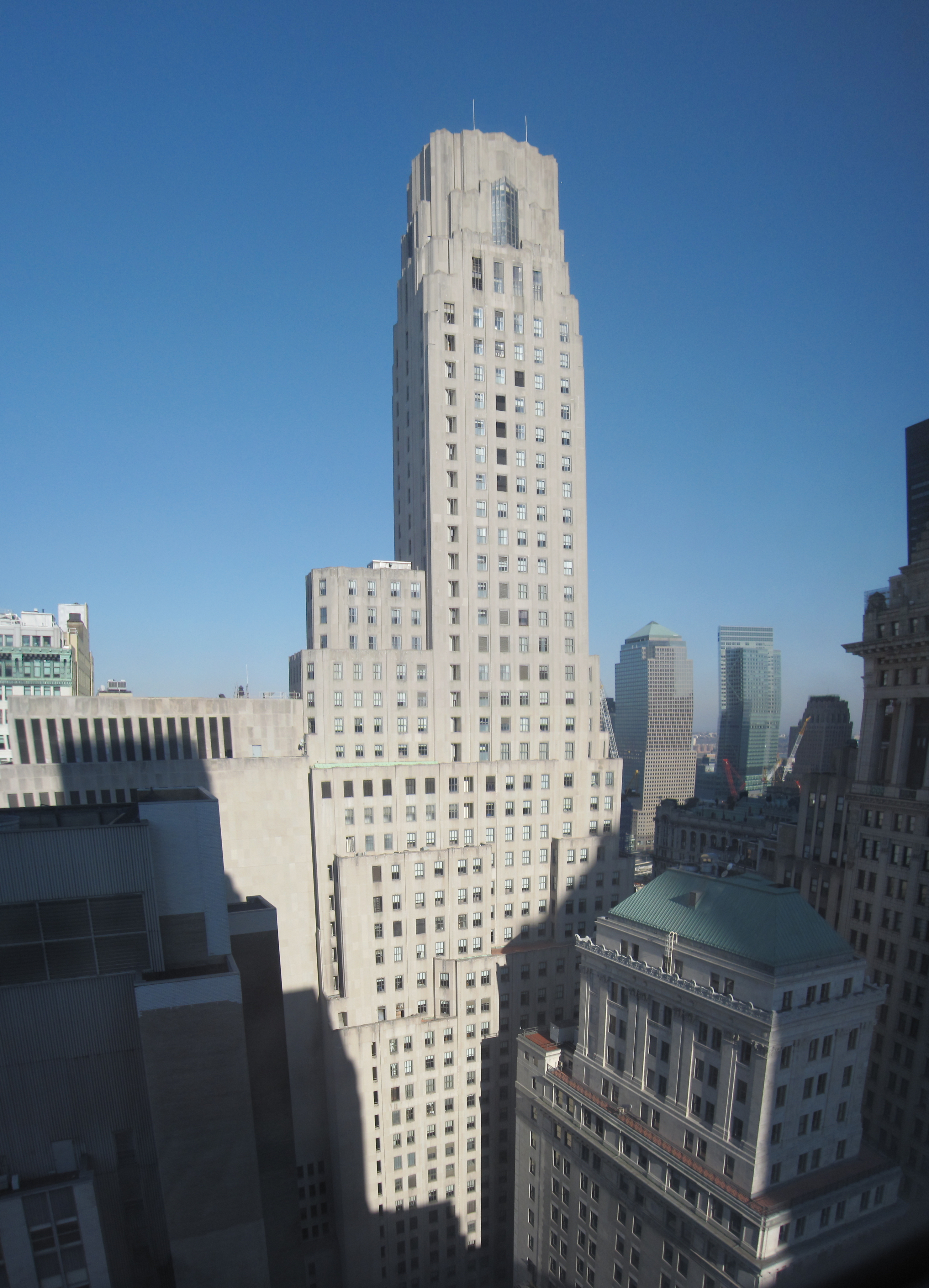
ワン・ウォール・ストリート

ワン・ウォール・ストリートへの入口

ワン・ウォール・ストリート（英語: One Wall Street）は、当初「アービング・トラスト・カンパニー・ビルディング」だったが、その後、1988年以降は「バンク・オブ・ニューヨーク・ビルディング」、2007年以降は「BNYメロン・ビルディング」となっている。建物は、ニューヨーク市、ダウンタウン・マンハッタンの最も素晴らしいアール・デコ調の超高層ビルの1つであり、銀行の本部となっている。建物は、フィナンシャル・ディストリクトのウォール街とブロードウェイの目立った角に面している。今日では、バンク・オブ・ニューヨーク・メロン・カンパニーの国際本社として利用されている。

## 歴史
建築家ラルフ・ウォーカーは、典型的な鉄骨から下がるガラスのシートではなく、「カーテン・ウォール」のアービング・トラスト・カンパニーのため、彼のジグザグのアール・デコ超高層ビルを考案し、ブロードウェイのステージに下りる波打つカーテンのような石灰石の壁となっている。
壁のカーブのため、銀行はビルの全てを占めておらず、多くは無所属で、法規により公共の土地となっていたが、建物の多くと接すると主張される歩道の小さな目印の数字が埋め込まれた。
建物の建設は1929年に始まり、ブアヒーズ、グメリン・アンド・ウォーカー建築事務所の設計により、1931年に完成した。それは50階建てであり、高さ654フィート（199メートル）、1,165,659平方フィートが賃貸可能だった。
ストックホルム市庁舎のゴールデン・ホールのモザイクに匹敵し、同じベルリンのラヴェンナ・モザイク・カンパニーによって制作された、ヒルドレス・メイエアのデザインする赤と金のモザイクは、2階のバンキング・ボールへの入口の天井に飾られている。
1963年から1965年にかけて、建物の土地のタワーの南側に36階が増築され、オフィススペースを増やした。この場所は、1893年から1899年まで世界で最も高いビルだった18階のマンハッタン生命保険ビル（1894年）と、22階のニッカーボッカー・トラスト・カンパニー・ビルディング（1909年）によって占められた。他に、「アービング・トラスト」と彫られた隅石を「バンク・オブ・ニューヨーク」に変えるなどの改装が行われた。
建物は、鉄骨で建てられており、石灰石で覆われている。建物は、石灰石の外部に関して多数の問題を抱えており、2001年には建物の所有者が外部の調査を行い、しっくいの修理と窓の取り替えを行う5年間の計画のため、ホフマン建築を受け入れることを決定した。